# الکساندریا، پنسیلوانیا
الکساندریا، پنسیلوانیا (به انگلیسی: Alexandria, Pennsylvania) یک منطقهٔ مسکونی در ایالات متحده آمریکا است که در شهرستان هانتینگدان، پنسیلوانیا واقع شده‌است.

## خصوصیات
الکساندریا ۳۴۶ نفر جمعیت دارد و ۲۱۳٫۰۶ متر بالاتر از سطح دریا واقع شده‌است.